# Donauinsel
Donauinsel (Dunavski otok) je uski umjetni otok u središtu Beča u Austriji, smješten između prirodnog toka rijeke Dunav i paralelno iskopanog kanala Neue Donau ("Novi Dunav"). Dužina otoka 21,1 km, a širina mu je samo od 70 do 210 m. Vodena površina Novog Dunava se zbog svoje izuzetne izduženosti neformalno naziva "autocestom za plivače".

## Mjesto za rekreaciju i festival
Većini posjetitelja otok je poznat kao rekreacijsko područje s barovima, restoranima i noćnim klubovima. Na otoku su prisutne sportske strukture za koturanje, vožnju bicikla, plivanje i veslanje. Jedna od najznačajnijih plaža na otoku u početku se doimala toliko egzotičnom da je ubrzo dobila nadimak "Copa Cagrana" kao humoristična aluzija na Copacabanu u Rio de Janeiru: Kagran je dio 22. bečkog okruga uz tu plažu. Na južnom i sjevernom dijelu otoka nalaze se besplatne nudističke plaže.
Donauinselfest je međunarodno poznati godišnji festival na otvorenom i najveći europski događaj ove vrste, koji često broji preko 3 milijuna posjetitelja. Održava se krajem lipnja (od petka do nedjelje), osim 2008. (5. – 7. rujna), zato što su Austrija (i Švicarska) bili domaćini Europskog nogometnog prvenstva. Dana 23. rujna 2008. Madonna je tu održala svoj prvi koncert u Austriji pred 57.000 gledatelja.

## Zaštita od poplava
Glavna svrha formiranja umjetnog otoka je, međutim, izgradnja sofisticiranog sustava zaštite od poplava grada Beča. Kako rijeka Dunav danas teče kroz grad (prije velikog urbanog proširenja prolazila je u blizini), stoljećima je postojala stalna briga o prevenciji poplava. Prve značajne zaštitne mjere poduzete su između 1870. i 1875., kada je iskopano središnje korito od 280 m, a na lijevoj obali rijeke stvoreno je plavno područje od 450 m.
Godine 1970. osmišljen je novi plan koji je ubrzo izvršen: kopanje dodatnog kanala koji bi zamijenio nekadašnje poplavno područje i korištenje materijala od iskopa za izgradnju preostalog pojasa zemlje između poplavnog korita iz plana obrane od poplava iz 19. stoljeća i novonastalih struktura. Novi kanal je nazvan Neue Donau (Novi Dunav). Nakon završetka radova predviđeno je da se nastali otok u konačnici iskoristi za rekreativne aktivnosti. Sustav za kontrolu poplava dizajniran je za zaštitu od naglih poplava vodnog volumena do 14.000 m3 u sekundi. To se dogodilo samo jednom u povijesti Beča 1501. godine. Velika poplava iz 2002. donijela je protok vode od 10.000 m3 u sekundi.
Sustav obuhvaća povijesnu branu Nußdorf, brane na oba kraja Novog Dunava, sustav kontrole razine podzemne vode integriran u poplavni nasip desne obale i novi otvor na rijeci Freudenau.
Radovi su započeli u ožujku 1972. i završeni  su 1988.

## Vanjske poveznice
- Donautech, Donauinsel podatkovna tablica, mrežna stranica: Službeni podatkovni list (njemački) . Pristupljeno 6. siječnja 2022.
- Otok Dunav Beč Informacije i fotografije iz Citymagazina www.wien-konkret.at.  Pristupljeno 6. siječnja 2022.
- Copa Cagrana noću (JPG, 22k).  Pristupljeno 6. siječnja 2022.
- Danube Island Free Festival – Službene informacije, engleski. Pristupljeno 6. siječnja 2022.